# Parupeneus orientalis
Parupeneus orientalis är en fiskart som först beskrevs av Fowler, 1933.  Parupeneus orientalis ingår i släktet Parupeneus och familjen mullefiskar. Inga underarter finns listade i Catalogue of Life.